# Prelatura territorial de Pompeya
La prelatura territorial de Pompeya o de la Beatísima Virgen María del Santísimo Rosario (en latín: Praelatura Territorialis Pompeiana seu Beatissimae Virginis Mariae a SS.mo Rosario y en italiano: prelatura territoriale di Pompei o della Beatissima Vergine Maria del Santissimo Rosario) es una circunscripción eclesiástica de la Iglesia católica en Italia. Se trata de una prelatura territorial latina, sufragánea de la arquidiócesis de Nápoles. Desde el 10 de noviembre de 2012 su prelado es Tommaso Caputo.

## Territorio y organización
La prelatura territorial tiene 12 km² y extiende su jurisdicción sobre los fieles católicos de rito latino residentes en parte de la ciudad de Pompeya (el resto de la ciudad pertenece a la arquidiócesis de Sorrento-Castellammare di Stabia), en la ciudad metropolitana de Nápoles de la región de Campania.
La sede de la prelatura territorial se encuentra en la ciudad de Pompeya, en donde se halla la Catedral pontificia basílica santuario mayor de la Beatísima Virgen María del Santísimo Rosario.
En 2021 en la prelatura territorial existían 5 parroquias: Santissimo Salvatore, Santa Maria Assunta in Cielo, Maria Santissima Immacolata Concezione, Sacro Cuore di Gesù y San Giuseppe Sposo della Beata Vergine Maria.

## Historia
La historia del santuario de la Virgen del Rosario de Pompeya está ligada a la del beato Bartolo Longo, su fundador, y su esposa, la condesa de Fusco, con quienes compartió una vida de servicio a los más necesitados.
El santuario fue construido con las ofrendas espontáneas de fieles de todo el mundo. Su construcción se inició el 8 de mayo de 1876, con el cobro de la ofrenda de "un centavo al mes". El primero en seguir las obras fue Antonio Cua, profesor de la Universidad de Nápoles, que dirigió la construcción de la parte rústica en forma gratuita. Posteriormente Giovanni Rispoli se encargó de la decoración y de la fachada monumental inaugurada en 1901.
El santuario fue erigido como basílica papal por el papa León XIII el 4 de mayo de 1901.
El 20 de marzo de 1926 se erigió la prelatura nullius de la Santísima Virgen María del Santísimo Rosario mediante la bula Beatissimae Virginis Mariae del papa Pío XI. El nombre fue cambiado al actual el 8 de mayo de 1951. El 8 de mayo de 1935, con el decreto Praelatura nullius de la Congregación Consistorial, se definieron los límites de la prelatura con territorio separado de la diócesis de Nola y de la de Castellammare di Stabia.
Fue destino de peregrinación del papa Juan Pablo II el 21 de octubre de 1979 y el 7 de octubre de 2003, del papa Benedicto XVI el 19 de octubre de 2008 y del papa Francisco el 21 de marzo de 2015.
El santuario es hoy destino de peregrinaciones religiosas, pero también de muchos turistas fascinados por su majestuosidad. De hecho, cada año recibe la visita de más de cuatro millones de personas. En particular, el 8 de mayo y el primer domingo de octubre, decenas de miles de peregrinos acuden a la ciudad de Pompeya para presenciar la práctica devocional de súplica a la Virgen de Pompeya que se transmite en vivo por radio y televisión en todo el mundo.

## Estadísticas
Según el Anuario Pontificio 2022 la prelatura territorial tenía a fines de 2021 un total de 25 000 fieles bautizados.
| Año                                                                             | Población            | Población | Población      | Sacerdotes | Sacerdotes    | Sacerdotes    | Bautizados por sacerdote | Diáconos permanentes | Religiosos | Religiosos | Parroquias |
| Año                                                                             | Bautizados católicos | Total     | % de católicos | Total      | Clero secular | Clero regular | Bautizados por sacerdote | Diáconos permanentes | Varones    | Mujeres    | Parroquias |
| ------------------------------------------------------------------------------- | -------------------- | --------- | -------------- | ---------- | ------------- | ------------- | ------------------------ | -------------------- | ---------- | ---------- | ---------- |
| 1950                                                                            | 10 500               | 10 600    | 99.1           | 20         | 8             | 12            | 525                      |                      | 12         | 100        | 1          |
| 1969                                                                            | 15 530               | 16 000    | 97.1           | 53         | 41            | 12            | 293                      |                      | 36         | 186        | 2          |
| 1980                                                                            | 18 921               | 18 950    | 99.8           | 58         | 46            | 12            | 326                      |                      | 33         | 180        | 4          |
| 1990                                                                            | 20 120               | 20 300    | 99.1           | 47         | 39            | 8             | 428                      | 1                    | 24         | 166        | 5          |
| 1999                                                                            | 21 300               | 21 800    | 97.7           | 54         | 42            | 12            | 394                      | 3                    | 26         | 171        | 5          |
| 2000                                                                            | 21 500               | 22 000    | 97.7           | 50         | 38            | 12            | 430                      | 3                    | 26         | 143        | 5          |
| 2001                                                                            | 21 750               | 22 050    | 98.6           | 52         | 42            | 10            | 418                      | 4                    | 25         | 175        | 5          |
| 2002                                                                            | 21 750               | 22 050    | 98.6           | 52         | 42            | 10            | 418                      | 4                    | 20         | 175        | 5          |
| 2003                                                                            | 21 750               | 22 050    | 98.6           | 51         | 41            | 10            | 426                      | 4                    | 20         | 175        | 5          |
| 2004                                                                            | 24 550               | 25 916    | 94.7           | 50         | 40            | 10            | 491                      | 4                    | 20         | 160        | 5          |
| 2013                                                                            | 25 200               | 26 140    | 96.4           | 47         | 42            | 5             | 536                      | 4                    | 11         | 104        | 5          |
| 2016                                                                            | 25 000               | 26 000    | 96.2           | 48         | 42            | 6             | 520                      | 4                    | 10         | 110        | 5          |
| 2019                                                                            | 25 500               | 25 500    | 100.0          | 39         | 39            |               | 653                      | 4                    | 4          | 125        | 5          |
| 2021                                                                            | 25 000               | 25 000    | 100.0          | 38         | 38            |               | 657                      | 4                    | 4          | 135        | 5          |
| Fuente: Catholic-Hierarchy, que a su vez toma los datos del Anuario Pontificio. |                      |           |                |            |               |               |                          |                      |            |            |            |

## Episcopologio
- Carlo Cremonesi † (21 de marzo de 1926-27 de septiembre de 1927 renunció)
- Antonio Anastasio Rossi † (19 de diciembre de 1927-29 de marzo de 1948 falleció)
- Roberto Ronca † (21 de junio de 1948-20 de diciembre de 1955 renunció)
  - Giovanni Foschini † (20 de diciembre de 1955-19 de junio de 1957) (administrador apostólico)
- Aurelio Signora † (12 de marzo de 1957-31 de diciembre de 1977 retirado)
- Domenico Vacchiano † (30 de marzo de 1978-13 de octubre de 1990 retirado)
- Francesco Saverio Toppi, O.F.M.Cap. † (13 de octubre de 1990-17 de febrero de 2001 retirado)
- Domenico Sorrentino (17 de febrero de 2001-2 de agosto de 2003 nombrado secretario de la Congregación para el Culto Divino y la Disciplina de los Sacramentos)
- Carlo Liberati (5 de noviembre de 2003-10 de noviembre de 2012 retirado)
- Tommaso Caputo, desde el 10 de noviembre de 2012